# بدر حداد
بدر حداد ممثلة ومدبلجة لبنانية.

## عن حياتها
شاركت في العديد من المسلسلات و الأفلام و لها أعمال من دوبلاج الرسوم المتحركة .

## أعمالها

### في المسلسلات
- من اجل غدي
- الهاجس

### في السينما
- الغافلون
- المجازف

### في الدوبلاج
- سانشيرو
- نينجا كابامارو
- البطل خماسي
- رانزي المدهشة

## روابط خارجية
- بدر حداد على موقع قاعدة بيانات الأفلام العربية